# Турсынбай датка
Турсынбай датка (каз. Тұрсынбай датқа, до 2018 г. — Ботабай) — село в Чиилийском районе Кызылординской области Казахстана. Административный центр и единственный населённый пункт Когалинского сельского округа. Находится примерно в 48 км к северо-западу от районного центра, села Шиели. Код КАТО — 435258100.

## Население
В 1999 году население села составляло 1013 человек (502 мужчины и 511 женщин). По данным переписи 2009 года, в селе проживало 1348 человек (670 мужчин и 678 женщин).